# Adlullia atomaria
Adlullia atomaria är en fjärilsart som beskrevs av Walker 1855. Adlullia atomaria ingår i släktet Adlullia och familjen tofsspinnare. Inga underarter finns listade i Catalogue of Life.